# マネジメント・バイ・イン
マネジメント・バイ・イン（英: Management buy-in, MBI）は、企業の買収者が、その企業に外部から経営陣を送り込み再建を行い、キャピタル・ゲインの獲得をねらう手法。